# Slick Records
Slick Records är ett svenskt skivbolag som var mest aktivt under 1980-talet och tillkom genom en avknoppning från Musiklaget.

## Biografi
Musiklaget startades 1971 av Lasse Ermalm, Stefan Wermelin och Totte Tennman, som alla tre spelade i The Underground Failure. En av de första utgåvorna var Blandat Band (MLLP-3) där bl.a. Ragnar Borgedahl och Sjön Suger medverkade. 1979 släppte Slick sin första skiva, en EP med Bitch Boys Häftig fredag (Slick-7). Slick Records skapades och drevs av Totte Tennman. Bolaget producerade artister som Passagerarna, en supergrupp med Clarence Öfwerman, Pelle Alsing, Tommy Cassemar och Micke Jahn, Ståålfågel, Johan Lindell och Nasa (musikgrupp).

## Skivutgivning (i urval)
- Ståålfågel Ståålfågel (1980 Slick LP-14)
- Hjärnstorm Hjärnstorm (1980 Slick XL-15)
- Aston Reymers Rivaler Finaste blandning (1981 MSK-19)
- Elvärket Het vinter (1981 MSMP-2)
- Johan Lindell Passageraren (1984 LVA-2)
- Abcess Exil För fulla segel (1984 LVA-3)
- Nasa Power of the Century (1985 LVA-7)
- Passagerarna 100 man (1986 LVA-8)